# 열대말벌
열대말벌(영어: greater banded hornet, 학명: Vespa tropica 베스파 트로피카[*])은 말벌과 말벌속에 속하는 말벌의 한 종이다. 남아시아·파푸아뉴기니·서아프리카·싱가포르·남중국해 연안 등 열대 지방에서 서식하며 최근 괌 일대에서 교란종으로 지정되었다. 쌍살벌의 천적이다.